# Clandestino (cançó)
«Clandestino» és una cançó de Manu Chao, editada el 1998 en el seu disc Clandestino. És una cançó que descriu el problema que pateixen milions d'immigrants arreu del món, com descriu el seu autor.
| «            | La migració és com un riu que flueix, però si el riu deixa de fluir, l'aigua s'estanca i l'aigua estancada s'embruta. | » |
| — Manu Chao. | |   |

Descriu el patiment dels immigrants que les autoritats governamentals no aconsegueixen solucionar. La cançó reflecteix bé la realitat perquè els immigrants il·legals sovint tenen problemes amb les autoritats que els persegueixen a Europa. La manera com es fa la immigració, el viatge perillós pel mar, és també esmentada a la cançó. La cançó vol fer atenció sobre la injustícia de la situació dels immigrants i condemna la marginació, la discriminació i l'aïllament d'aquests. Per tant, l'atmosfera de la cançó és molt trista.

## Versions
- La cantant brasilera Adriana Calcanhotto en fa la seva versió a l'àlbum Publico (2000).
- El cantant argentí Pil Trafa en fa una versió punk, en el seu àlbum debut solista El monopolio de las palabras (2004).
- El cantant espanyol José Mercé en fa una versió flamenc, disponible al seu àlbum 'Grandes éxitos' (2007).
- La cantautora mexicana oaxaquenya Lila Downs, en fa una versió cumbia vallenato, inclosa al seu àlbum Al Chile (2019). Versió afamada per Manu Chao.
- La cantautora mexicana Silvana Estrada en fa una versió ranxera malenconiosa al seu EP “Abrazo” (2022).

## Llista de cançons
Senzill en CD
1. «Clandestino» – 2:30
2. «Bienvenido A Tijuana» – 2:37
3. Mama Call – 2:21
4. «Clandestino» (vídeo musical)